# Beer-villa
A brassói Beer-villa 1904–1905 között épült a szász Ignaz Beer bankár és családja számára a Fellegvár sor (str. Mihai Eminescu) 10. szám alatt. 1948-ban államosították, jelenleg lakóházként szolgál.

## Története
A Fellegvár-domb oldalaira a 19. században kezdtek nyaralókat építeni. Ezeket a század végén emeletes villák váltották föl, és különösen a déli oldalon húzódó Fellegvár sor vált a gazdag brassóiak népszerű lakhelyévé. Itt építtette fel rezidenciáját a tehetős Ignaz Beer bankár is. A terveket Andreas Frank építész még 1901-ben elkészítette, az építésnek 1904-ben fogtak neki. A munkálatok alatt Ignaz Beer többször kérte az eredeti terv módosítását, és az ő ötlete volt a tetőn elhelyezett fémszobor is.
1923-ban Ignaz elhunyt, a villát fia, Hugo Beer örökölte. Hugo a 20. század elején a Szász Nemzeti Bank elnöke volt, nyugdíjazása után könyveket írt a régi Brassóról. 1945-ben családja Németországba menekült, Hugo Beer azonban Brassóban maradt, mert másokhoz hasonlóan abban reménykedett, hogy a németek mégis győzni fognak, vagy pedig bejönnek az amerikaiak. Reményei azonban nem váltak be, a kommunisták elvették minden vagyonát. Az elszegényedett Beert néhány évig Brassó utcáin látták kéregetni, majd 1952-ben Segesvárra költözött, ahol 1957-ben elhunyt.
Az államosított épületet több lakásra osztották és bérlőknek adták ki, jelenleg is lakások vannak benne. Itt lakott George Petala (1901–1975) költő és szakíró.

## Leírása
Stílusa eklektikus, több irányzatot ötvöz. Tetején egy harcos életnagyságú fémszobra van (ez a Titulescu parkból is jól látható), melyet rendelésre készítettek Budapesten; alatta a család címere foglal helyet. A második emeleti erkélyen egy kőből készült medveszobor van, melyet az évek során megrongáltak, eredeti alakja ma már felismerhetetlen. A medve a család nevére utal (Beer a német Bär, azaz medve szóból ered). Udvarában egy oroszlánszobrok által közrefogott színpad van, és állítólag egy alagút is indul innen, mely a Fellegvárral kötötte össze a villát.

## Képek

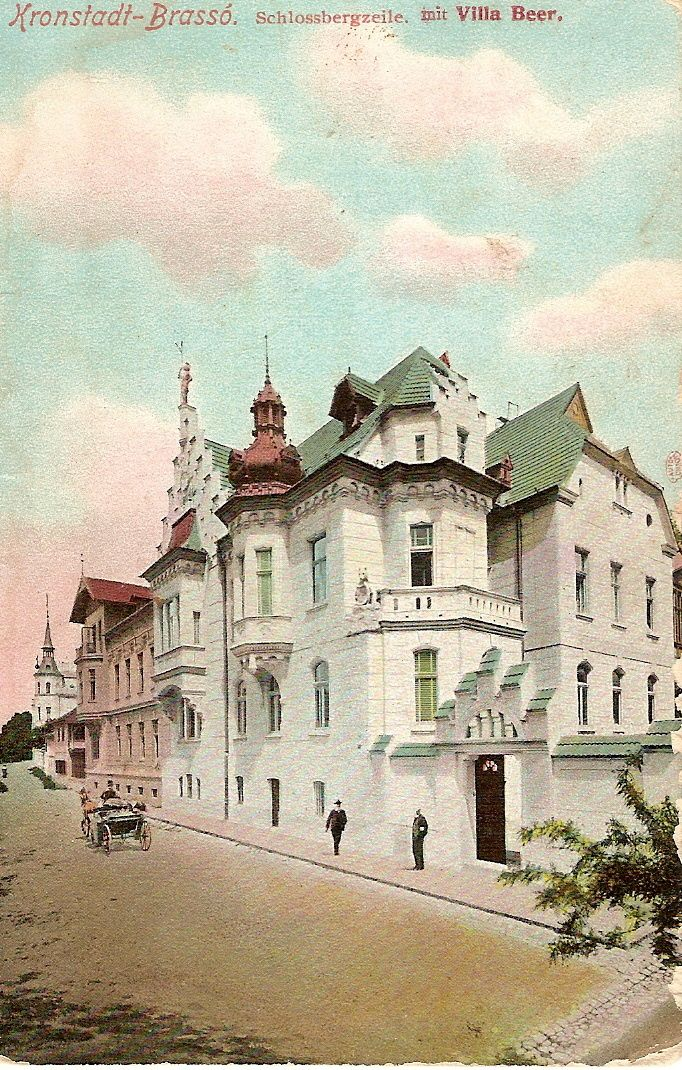
A villa 1910 körül
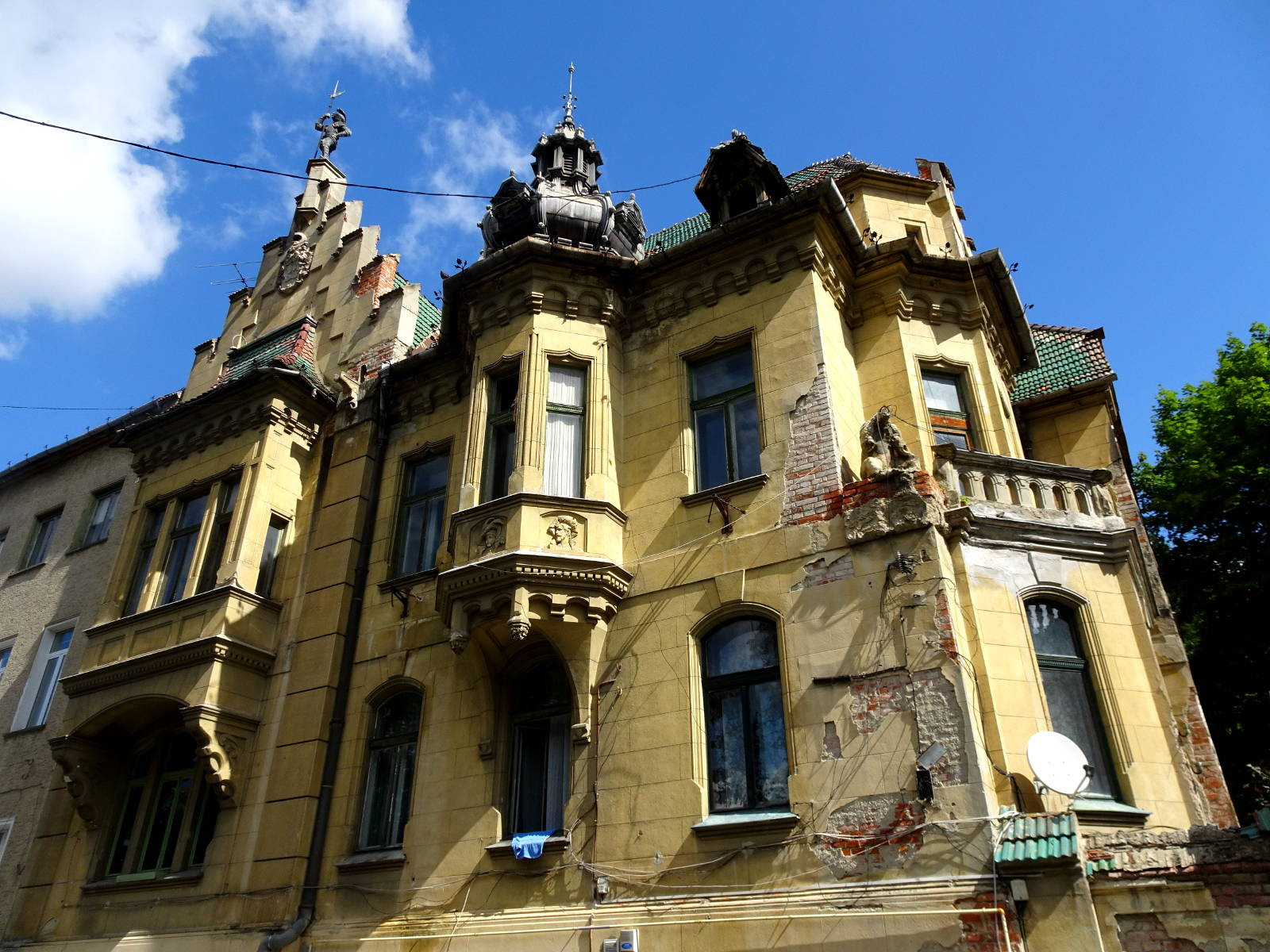
A villa 2017-ben
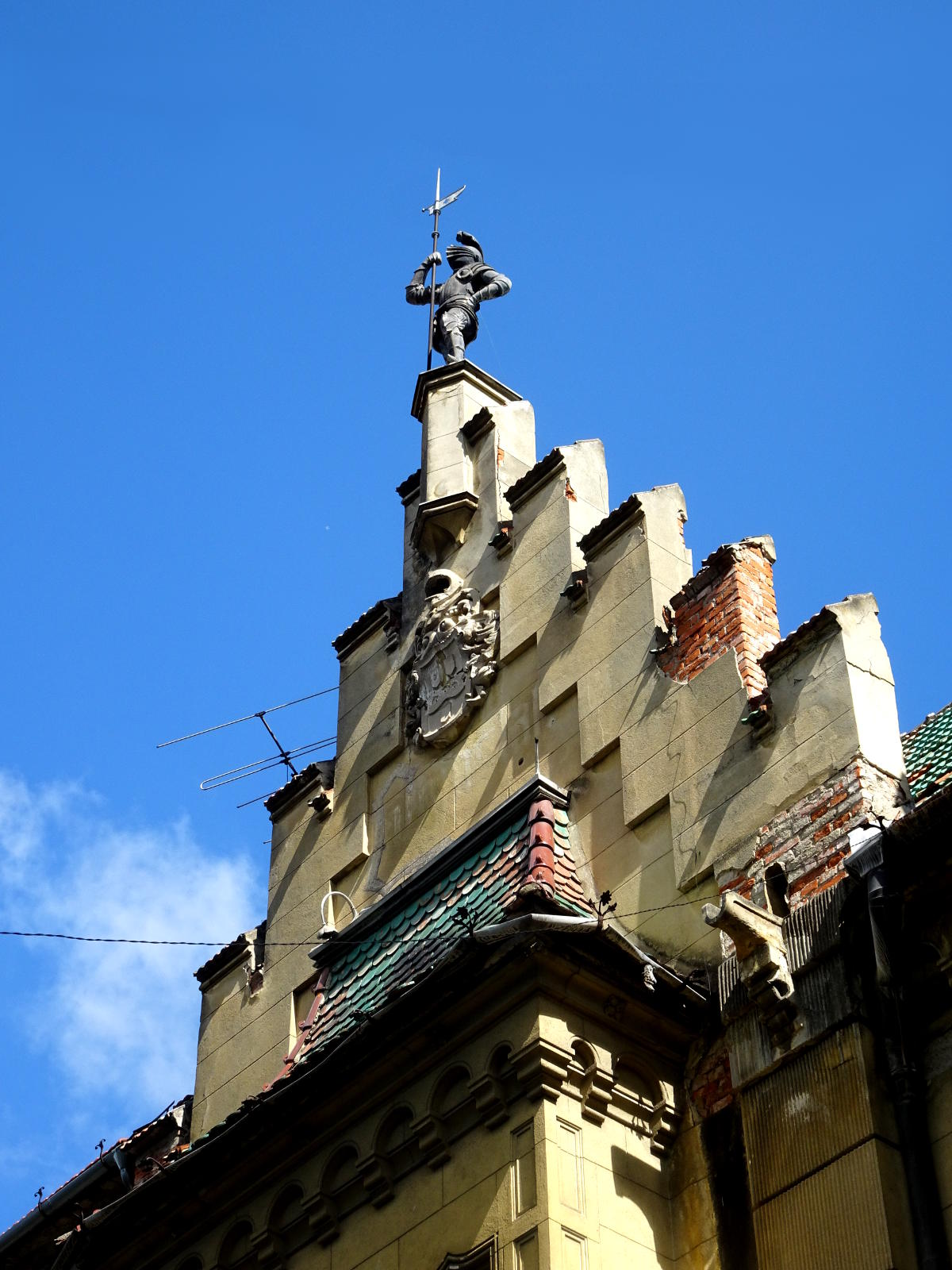
Harcos szobor és címer
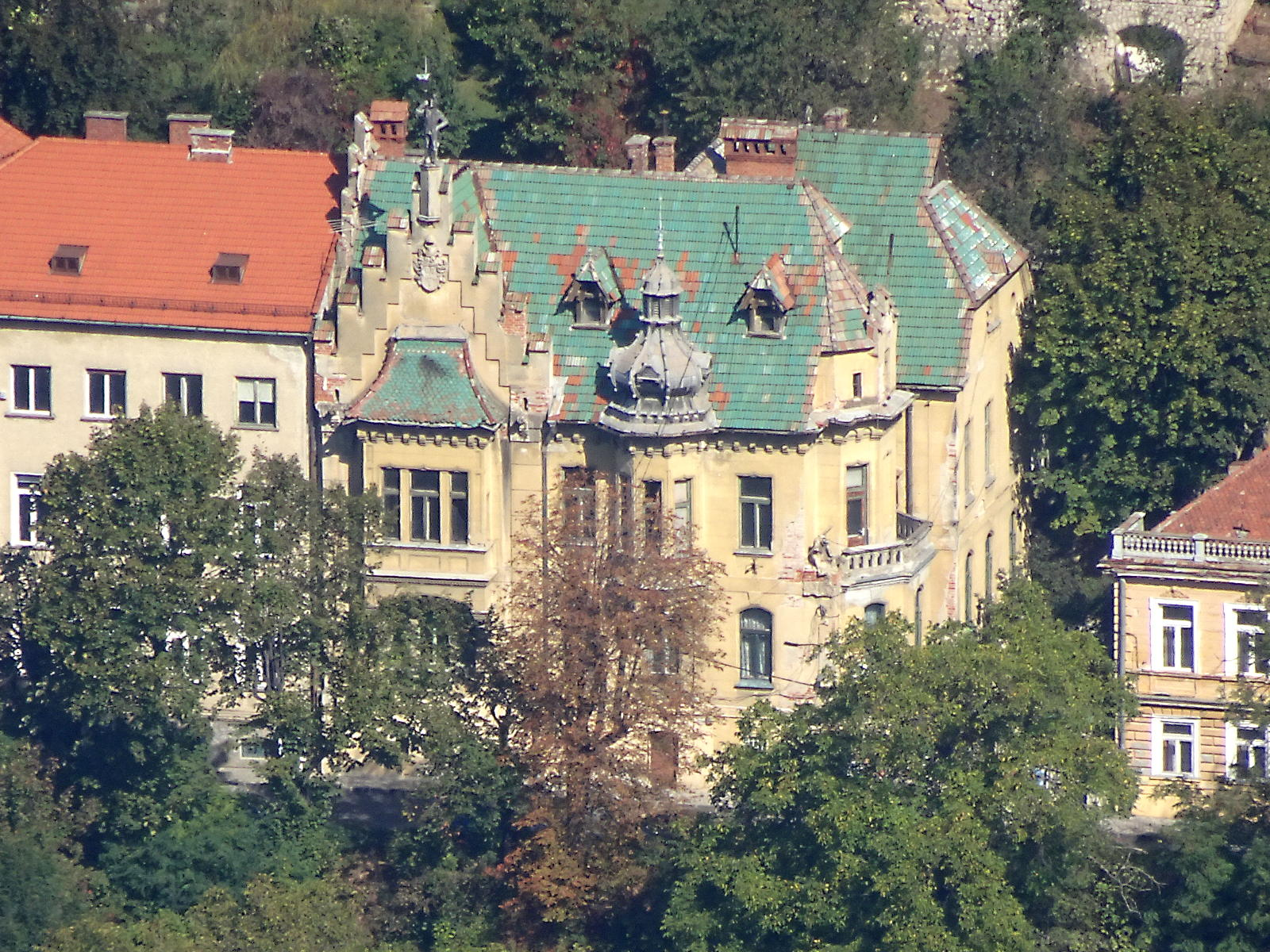
Madártávlatból
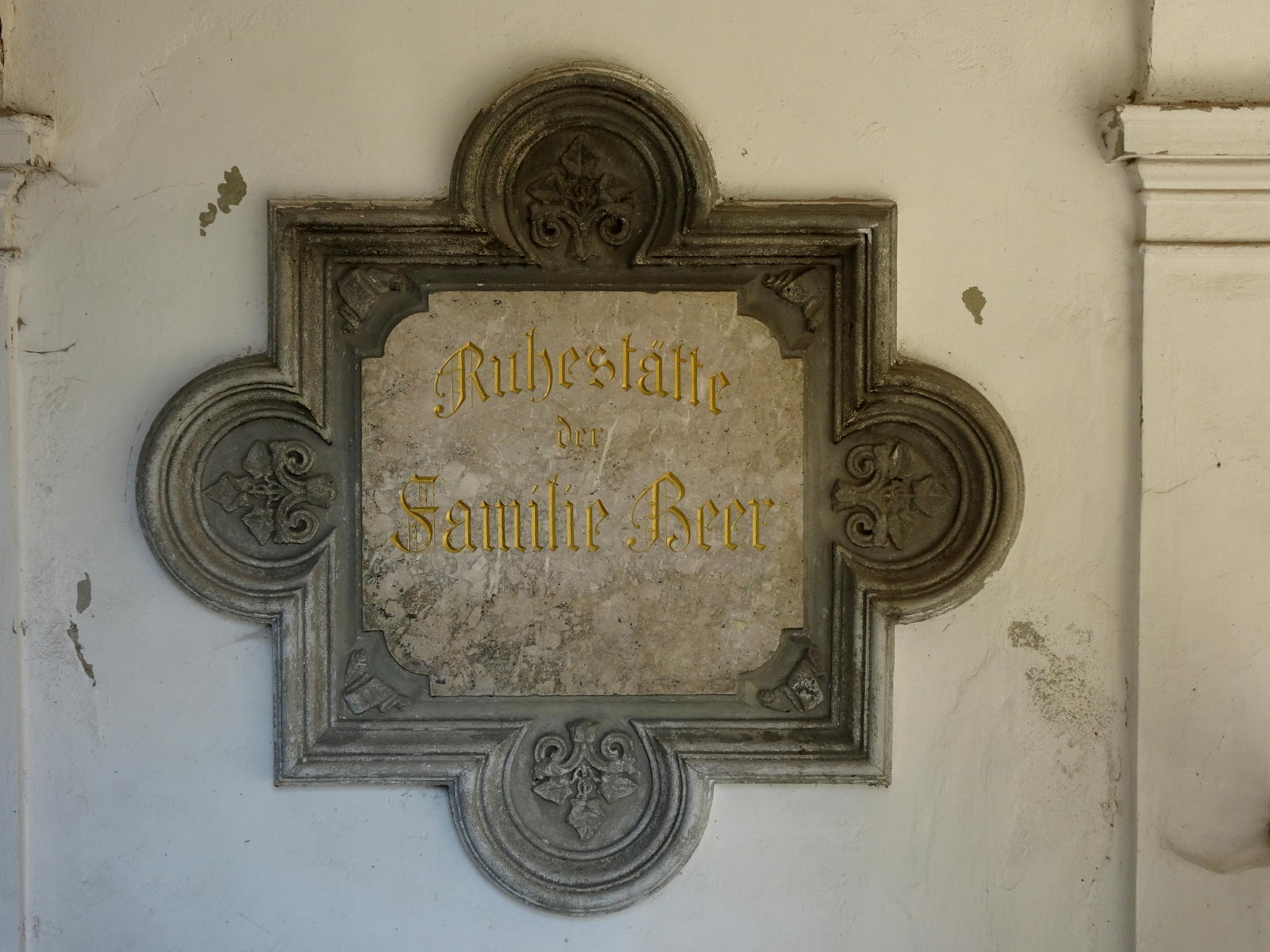
A család kriptája az evangélikus temetőben